# Paradoxolaimus demani
Paradoxolaimus demani är en rundmaskart som beskrevs av Hans August Kreis 1924. Paradoxolaimus demani ingår i släktet Paradoxolaimus och familjen Leptolaimidae. Inga underarter finns listade i Catalogue of Life.